# たとえ君が嘘をついても
「たとえ君が嘘をついても」（たとえきみがうそをついても）は、男性アイドルグループ・忍者による12枚目及びラストシングル。1995年12月1日発売。

## 概要
全曲が邦楽器奏者を含むロックバンド、六三四の演奏による、1996年発売のアルバム『Hi La Ri』からの先行シングル。
エグゼクティブ・プロデューサーとしてクレジットされている前山寛邦は日本コロムビアでアニメーションなど映像作品の音楽プロデューサーとして長年活動しているが、本作は邦楽制作のセクションに所属していた時期に携わった、数少ないプロジェクトのひとつである。
本作および『Hi Ra Li』に関連して、1996年に六三四も参加したライブツアーが開催された。
本作はオリコンシングルチャートにおいて100位以内に登場していない。これはジャニーズ事務所所属の歌手が1990年代に発売したシングルとしては唯一の記録となっている。

## 収録曲
1. たとえ君が嘘をついても
  - 作詞：田辺智沙、作曲：羽田一郎、編曲：飯塚昌明
2. わがままに抱きあうのさ
  - 作詞：田辺智沙、作曲：羽田一郎、編曲：飯塚昌明